# Arca noae
Arca noae (nomeada, em inglêsː Noah's ark; na tradução para o portuguêsː "arca de Noé";  em castelhanoː Arca;  em catalãoː Peu de cabrit;  em francêsː Arche de Noé;  em italianoː Arca di Noè;  em alemãoː Arche Noah;  em servo-croataː Kunjka;  em japonêsː Noanohako) é uma espécie de molusco Bivalvia marinho litorâneo da família Arcidae e gênero Arca, classificada por Carolus Linnaeus, em 1758; descrita em sua obra Systema Naturae. Habita costas do leste do oceano Atlântico e do mar Mediterrâneo, escolhendo rachaduras em recifes da zona nerítica entre os 100 e 200 metros de profundidade, com animais aderidos sob pedras e rochas por um bisso, podendo ser epibiontes ou tê-los na superfície de suas conchas. É usada para a alimentação humana, em Montenegro, na região da Iugoslávia, Portugal, noroeste da África e Angola, onde atinge a sua distribuição geográfica.

## Descrição da concha
Arca noae possui concha subretangular e alongada, com 10 centímetros de comprimento, quando bem desenvolvida. Suas valvas são creme ou branco com um padrão castanho de faixas em zigue-zague (assim como em Arca zebra), com umbos bem separados; possuindo superfície esculturada com finas costelas radiais. Interior das valvas esbranquiçado, tornando-se marrom nas margens. Perióstraco castanho. A espécie é variável, o que a fez ser classificada em quase 20 variedades por Bucquoy, Dautzenberg & Dollfus, 1891; Monterosato, 1916; Coen, 1929; Sakellariou, 1958.

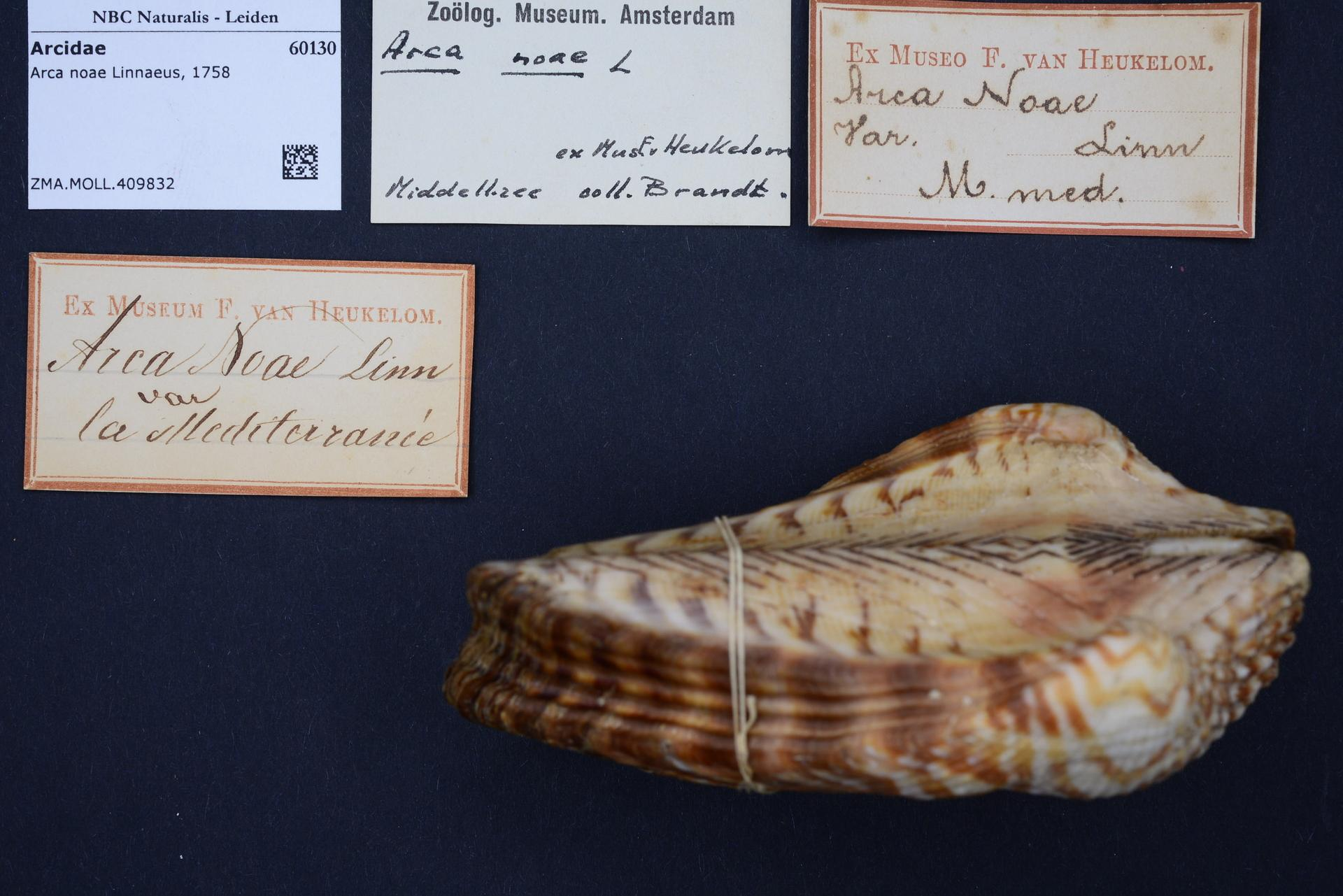
Vista frontal das valvas unidas de uma concha de A. noae, pertencente à coleção do Museu de História Natural de Leiden.

## Distribuição geográfica
Esta espécie está distribuída no mar Mediterrâneo, mar Adriático e oeste da África, até Angola.

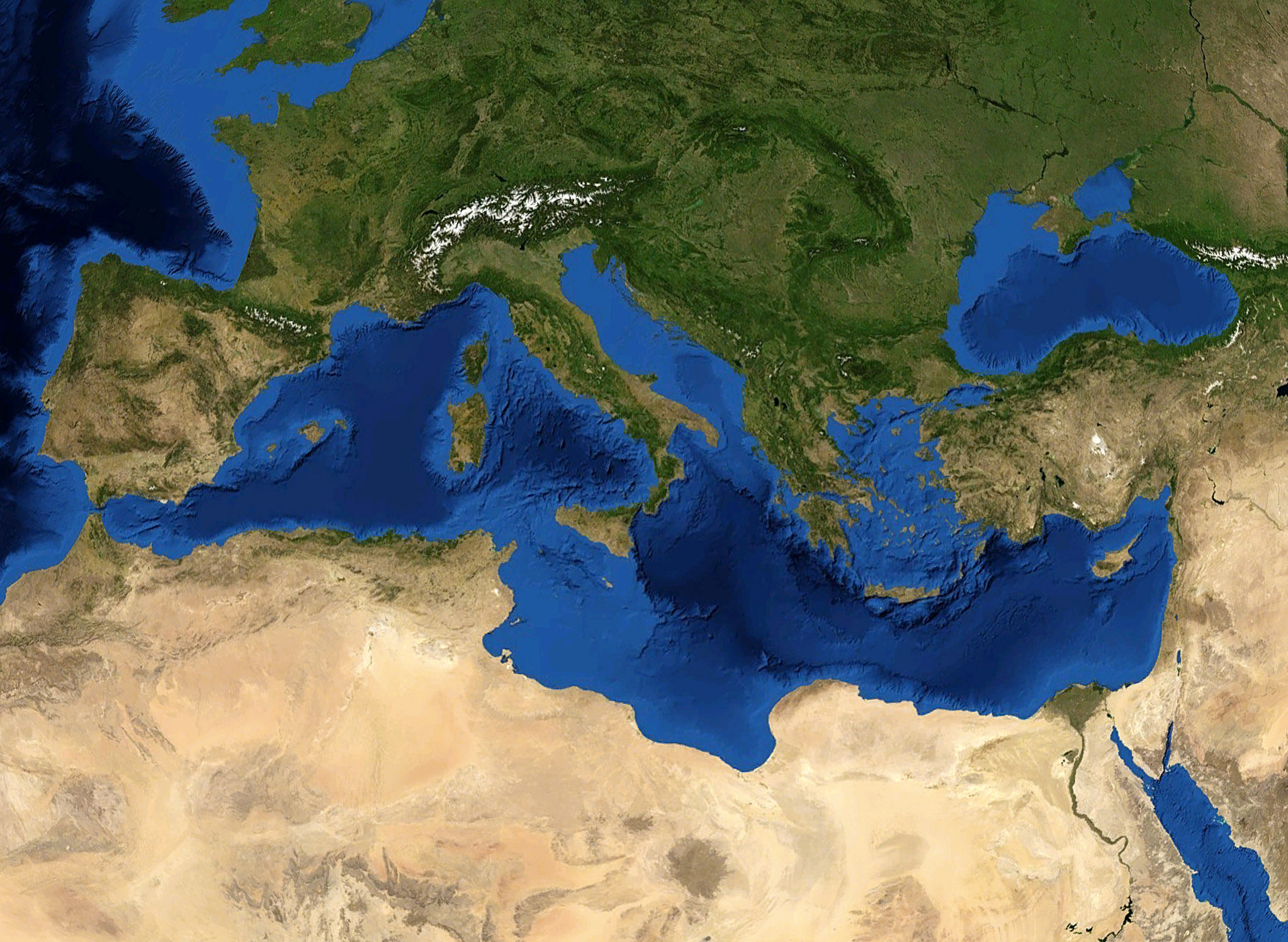
A espécie A. noae tem como habitat as águas do mar Mediterrâneo (imagem) e oeste da África, até Angola.